# Ryan VZ-3
Die Ryan VZ-3RY Vertiplane (Werksbezeichnung Model 92) war ein experimentelles V/STOL-Flugzeug des US-amerikanischen Herstellers Ryan Aeronautical Company aus den späten 1950er Jahren. Das angewendete technische Prinzip der Auftriebserzeugung wird als umgeleiteter Luftschraubenstrahl (engl.: deflected slipstream) bezeichnet. Es wurde lediglich ein Exemplar gebaut, das die USAF/Army-Seriennummer 56-6941 trug und von 1959 bis 1961 betrieben wurde. 

## Geschichte
Die Entwicklung der VZ-3 begann 1956 als Model 92 auf „private venture“ Basis, jedoch beteiligte sich im gleichen Jahr die US Army mit einem Vertrag über 700.000 US-Dollar an den weiteren Forschungen. Der Vertrag war Teil eines Army-VTOL-Forschungsprogramms, in dem auch Vertol einen Entwicklungsauftrag für das VTOL-Experimentalflugzeug VZ-2 erhielt. Weiterer Vertragspartner war in beiden Fällen das Office of Naval Research.
Nach Ansicht der Ryan-Offiziellen war die projektierte Maschine am besten für Heeresverbindungsaufgaben sowie als leichtes Passagier- und Frachttransportflugzeug geeignet. Das Interesse von Ryan an VTOL-Entwicklungen kann in dieser Zeit sehr weitreichend angesehen werden, da das Unternehmen gleichzeitig auch noch die X-13 entwickelte.

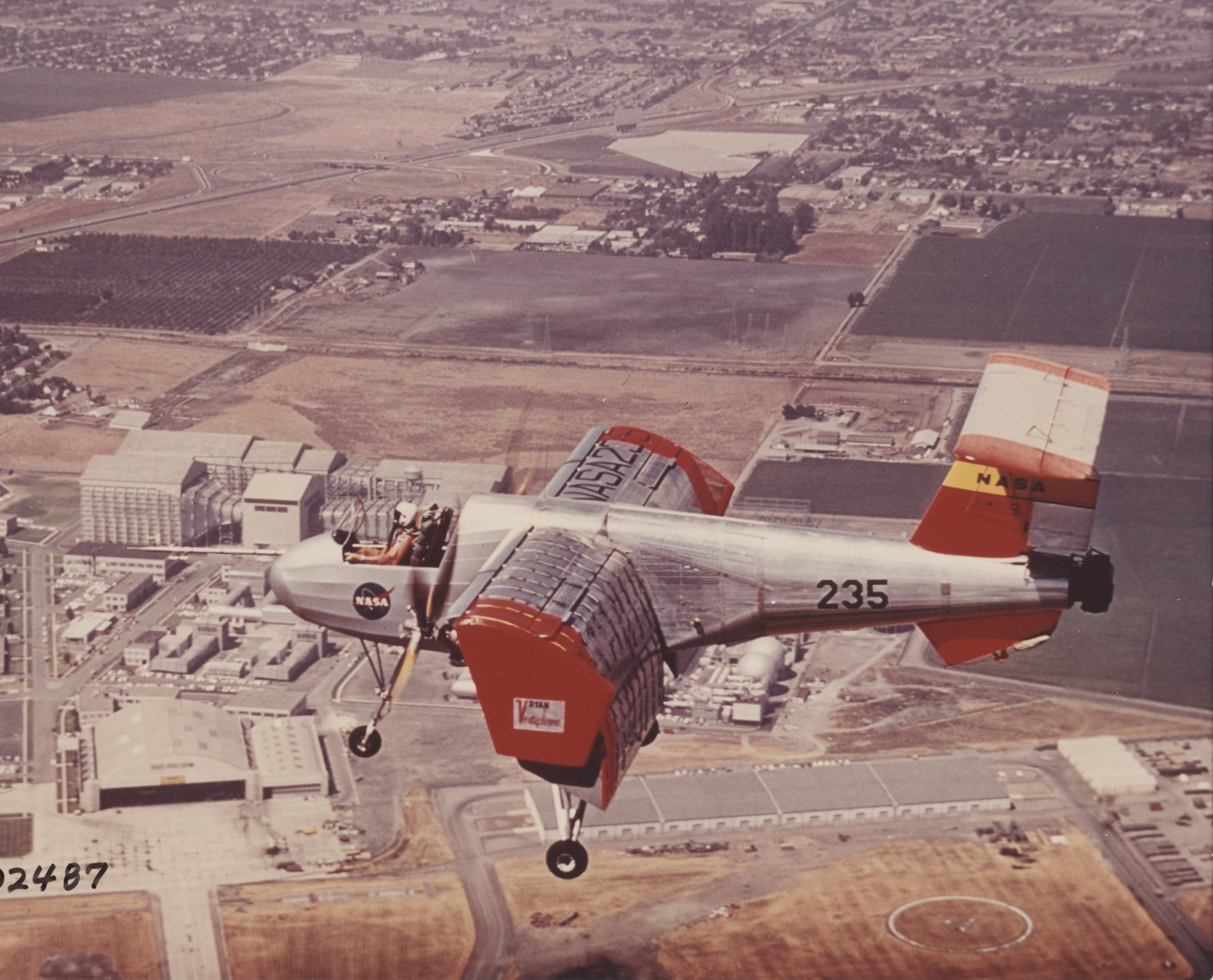
Die VZ-3 im Schwebeflug während der NASA-Erprobung

Die ersten Rollversuche erfolgten 1958, der anschließende Erstflug fand im Januar 1959 auf dem Moffett Field in Kalifornien statt. Die Flugerprobung zeigte, dass ein Schweben im Vertikalflug nur möglich war, wenn das Flugzeug in einen stärkeren Gegenwind drehen konnte. Die Maschine wurde nach der Ersterprobung an die NASA übergeben, wo noch weitere 21 Flüge stattfanden. Bei einem Unfall, bei dem der Pilot jedoch sicher aussteigen konnte, erlitt das Flugzeug schwere Beschädigungen. Die VZ-3 wurde mit einigen Modifikationen wieder aufgebaut, so sah man nun ein offenes Cockpit und eine stoffbespannte Bugsektion vor. Das Programm wurde noch bis 1961 fortgeführt.

## Konstruktion
Die VZ-3 verwendete mit einer konventionellen Auslegung als Hochdecker relativ einfache Konstruktionsprinzipien. Unkonventionell waren jedoch die verwendeten zweifach einziehbaren Tragflächenklappen, die im ausgefahrenen Zustand weit nach hinten und bis dicht über den Boden reichten. An der Tragfläche befanden sich große Endscheiben, die ein Abwandern der Strömung aus dem Bereich unterhalb des Flügels verhindern sollten. Die beiden Propeller zur Erzeugung des Schraubenstrahls befanden sich an senkrechten Auslegern unter dem Flügel. Aufgrund dieses Auftriebsprinzips und ihres Aussehens wurden diese Art Flugzeuge auch als Bucket-VTOL-Craft (wörtlich: Eimerförmiges-VTOL-Fahrzeug) bezeichnet.
Die Steuerung während des vertikalen Aufstiegs, bei dem die Propeller das gesamte Flugzeuggewicht trugen, erfolgte auf zwei Arten. Differentielle Verstellung der Anstellwinkel der Propeller sorgte für die Steuerung um die Rollachse, während für die Hoch- und Querachse eine Richtungsveränderung der Triebwerksabgase eingesetzt wurde. Angetrieben wurden die beiden Hartzell-Dreiblatt-Holzpropeller von einer Lycoming T53-L1 Wellenturbine. Während des Aufstiegs waren die Klappen so weit ausgefahren, dass der Propellerstrahl praktisch senkrecht nach unten abgeleitet wurde. Zum Übergang in den Vorwärtsflug (Transition) wurden die Klappen im Zusammenspiel mit dem Wirksamwerden des aerodynamischen Tragflächenauftriebs, langsam eingefahren. 
Der mit Leichtmetallplatten verkleidete Rumpf hatte eine Länge von 7,93 m, am Ende saß ein T-Leitwerk. Das feste abgestrebte Fahrwerk war wegen der zu erwartenden Beanspruchung bei der Erprobung besonders robust ausgelegt. Das ursprünglich verwendete Spornradfahrwerk musste nach eingehenden Windkanaluntersuchungen im NASA-Ames-Center durch ein festes Bugradfahrwerk ersetzt werden.

## Verbleib
Die VZ-3 befindet sich im Besitz des Army-Aviation-Museums in Fort Rucker.